# Blutung

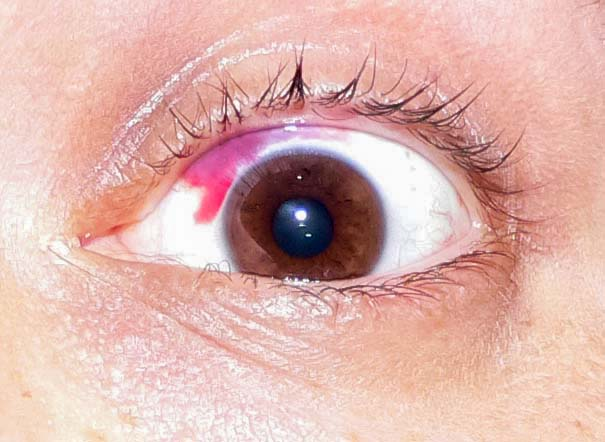
Subkonjunktivale Blutung (ICD-10 H11.3) am Auge, eine häufige Komplikation nach einem LASIK-Eingriff

Eine Blutung, auch Hämorrhagie (altgriechisch αἱμορραγία ‚Blutfluss, Blutsturz‘, von αἷμα ‚Blut‘, latinisiert: haemorrhagia), ist das Austreten von Blut aus einem beliebigen Bereich der Blutbahn bzw. des Blutkreislaufs. Blutungen sind aus allen Gefäßen des Körperkreislaufs oder des Lungenkreislaufs möglich.
Blutungen können nach außen aus dem Körper austreten (äußere Blutung) oder nach innen in den Körper einbluten (innere Blutung). In Folge einer Blutung kann sich ein Hämatom (Bluterguss) bilden.
Wenn der Blutverlust groß ist (Hypovolämie), kann er sehr schnell zum Schock und schließlich zum Tod führen (Verbluten). Dies kann auch bei Blutungen allein aus den Kapillaren, wie bei Hämorrhagischem Fieber (z. B. Marburg-Fieber oder Ebolafieber), der Fall sein.
Erhöhte Blutungsneigungen werden als hämorrhagische Diathese bezeichnet. Nach der Größe unterscheidet man punktförmige (Petechien), fleckenartige (Ekchymosen), münzgroße (Sugillationen) und großflächige Blutungen (Suffusionen).

## Ursachen
Neben verletzungsbedingten (traumatischen) Blutungsursachen gibt es vor allem folgende nichttraumatische Blutungsursachen:
- Gastrointestinale Blutungen im Verdauungstrakt
- (spontane) Gefäßrupturen, etwa bei einem Aneurysma
- Gynäkologische Blutungen, etwa bei einer Extrauteringravidität
- Varizenblutungen aus Krampfadern
- Nasophyarngeale Blutungen wie bei Nasenbluten, durch Nasopharynxkarzinom oder durch Juveniles Nasenrachenfibrom
- Blutgefäßarrosionen (bei Tumoren oder durch chronische Entzündungen)

## Maßnahmen zur Blutstillung
Blutende Wunden sind zunächst mit einer Wundauflage bzw. einem Verband abzudecken. Eventuelle Fremdkörper in der Wunde sollten abgepolstert, ihre Entfernung Fachpersonal überlassen werden. Bei starken Blutungen, die insbesondere bei Verletzung einer größeren Arterie (Schlagader) oder einer größeren Vene (Blutader) auftreten, kann es darüber hinaus nötig sein, zur Blutstillung einen Druckverband anzulegen.
Sollte dadurch eine Blutung nicht zum Stillstand kommen, kann es notwendig sein, Arterien proximal der Blutung zu komprimieren. Das Abbinden wird eingesetzt, wenn durch Druck keine adäquate Blutstillung erreicht werden kann.
Bagatellblutungen können unter Umständen unversorgt bleiben. Da die Blutung einen wundreinigenden Effekt hat, verringert sich die Gefährdung durch Wundinfektionen. Auf gar keinen Fall sollten Wunden ausgewaschen werden.

## Tod durch Verbluten
Bei einer Ruptur der Aorta und dem damit verbundenen schnellen Zusammenbruch des Blutkreislaufs tritt der Tod innerhalb von wenigen Sekunden ein. Bei einem langsamen Blutverlust kann es einige Stunden dauern, bis der Verletzte alle Stadien des hämorrhagischen Schocks durchlebt hat:
Bei dem Volumen eines gesunden, erwachsenen Menschen von fünf bis sechs Litern Blut ist das Fehlen von bis zu 0,75 Litern Blut meist unkritisch. Eine Blutspende entspricht etwa 0,5 Litern. Der Verlust von 1,5 Litern führt zu Durst- und Schwächegefühl, die Atmung beschleunigt sich, der Betroffene verspürt Angst. Ab zwei Litern Blutverlust fühlt man sich verwirrt, schwindelig und verliert schließlich das Bewusstsein. Durch die massive Reduzierung des Herzzeitvolumens erfolgt der Zusammenbruch des Blutkreislaufs. Die möglichen Blutverluste bei Knochenverletzungen sind für das Becken mit 5000 ml, den Oberschenkel mit 2000 ml bis 5000 ml, den Unterschenkel mit 1000 ml, den Oberarm mit 800 ml und den Unterarm mit 400 ml realistisch.